# Poix
Poix è un comune francese di 71 abitanti situato nel dipartimento della Marna nella regione del Grande Est.

## Storia

### Simboli
Lo stemma comunale è stato adottato il 26 agosto 2003. Le tre capre sono il simbolo della famiglia Toignel d'Epense (di rosso, a tre capre coricate d'oro, una sull'altra), proprietaria della signoria di Poix nel XVI secolo; lo scaglione evoca la famiglia Nettancourt (di rosso, allo scaglione d'oro), proprietaria della signoria nel XVII e XVIII secolo. Anche gli smalti rosso e oro sono ripresi dagli stemmi di queste due famiglie.

## Società

### Evoluzione demografica
Abitanti censiti